# Gerry Weber Open 2015
Gerry Weber Open 2015 byl tenisový turnaj pořádaný jako součást mužského okruhu ATP World Tour, který se hrál na otevřených travnatých dvorcích v areálu s centrkurtem Gerry Weber Stadion. Konal se mezi 15. a 21. červnem 2015 v severoněmeckém Halle jako 23. ročník turnaje.
Turnaj s rozpočtem 1 574 640 eur poprvé patřil do kategorie ATP World Tour 500, do níž postoupil z nižší úrovně ATP 250. To se odrazilo i v navýšení celkové dotace a odměn hráčů. Nejvýše nasazeným tenistou ve dvouhře byl druhý tenista světa a dvojnásobný obhájce titulu Roger Federer ze Švýcarska, který opět zvítězil. Vybojoval tak rekordní patnáctou trofej na trávě a osmou na Halle Open. Deblovou soutěž opanovala jihoafricko-americká dvojice Raven Klaasen a Rajeev Ram.

## Distribuce bodů a finančních odměn

### Distribuce bodů
| Soutěž  | vítězové | finalisté | semifinalisté | čtvrtfinalisté | 16 v kole | 32 v kole | Q  | Q2 | Q1 |
| ------- | -------- | --------- | ------------- | -------------- | --------- | --------- | -- | -- | -- |
| dvouhra | 500      | 300       | 180           | 90             | 45        | 0         | 20 | 10 | 0  |
| čtyřhra | 500      | 300       | 180           | 90             | 45        | 0         | —  | —  | —  |

### Finanční odměny
| Soutěž                              | vítězové | finalisté | semifinalisté | čtvrtfinalisté | 16 v kole | 32 v kole | Q  | Q2     | Q1   |
| ----------------------------------- | -------- | --------- | ------------- | -------------- | --------- | --------- | -- | ------ | ---- |
| dvouhra                             | €381 760 | €172 100  | €81 530       | €39 340        | €20 060   | €11 035   | €0 | €1 240 | €685 |
| čtyřhra                             | €112 780 | €50 880   | €23 990       | €11 600        | €5 950    | —         | —  | —      | —    |
| částka ve čtyřhře je uvedena na pár |          |           |               |                |           |           |    |        |      |

## Dvouhra

### Nasazení hráčů
| Země                          | Hráč          | ATP | Nasazení |
| ----------------------------- | ------------- | --- | -------- |
| Švýcarsko                     | Roger Federer | 2.  | 1.       |
| Japonsko                      | Kei Nišikori  | 5.  | 2.       |
| Česko                         | Tomáš Berdych | 6.  | 3.       |
| Francie                       | Gaël Monfils  | 16. | 4.       |
| Španělsko                     | Tommy Robredo | 20. | 5.       |
| Uruguay                       | Pablo Cuevas  | 23. | 6.       |
| Austrálie                     | Bernard Tomic | 24. | 7.       |
| Chorvatsko                    | Ivo Karlović  | 27. | 8.       |
| Žebříček ATP k 8. červnu 2015 |               |     |          |

### Jiné formy účasti na turnaji
Následující hráči obdrželi divokou kartu do hlavní soutěže:
- Dustin Brown
- Jan-Lennard Struff
- Alexander Zverev

Následující hráči postoupili z kvalifikace:
- Ričardas Berankis
- Alejandro Falla
- Lukáš Lacko
- Jarkko Nieminen

### Odhlášení
před začátkem turnaje
- Benjamin Becker → nahradil jej Borna Ćorić
- Jo-Wilfried Tsonga → nahradil jej Steve Johnson

### Skrečování
- Gaël Monfils
- Kei Nišikori

## Čtyřhra

### Nasazení párů
| Země                                                                      | Hráč              | Země      | Hráč           | ATP | Nasazení |
| ------------------------------------------------------------------------- | ----------------- | --------- | -------------- | --- | -------- |
| Nizozemsko                                                                | Jean-Julien Rojer | Rumunsko  | Horia Tecău    | 15. | 1.       |
| Indie                                                                     | Rohan Bopanna     | Rumunsko  | Florin Mergea  | 34. | 2.       |
| Rakousko                                                                  | Julian Knowle     | Kanada    | Vasek Pospisil | 41. | 3.       |
| Uruguay                                                                   | Pablo Cuevas      | Španělsko | David Marrero  | 52. | 4.       |
| Žebříček ATP k 8. červnu 2015; číslo je součtem umístění obou členů páru. |                   |           |                |     |          |

### Jiné formy účasti
Následující páry obdržely divokou kartu do hlavní soutěže:
- Dustin Brown /  Jan-Lennard Struff
- Alexander Zverev /  Mischa Zverev

Následující pár postoupil z kvalifikace:
- Lukáš Rosol /  Serhij Stachovskyj

## Přehled finále

### Mužská dvouhra
- Roger Federer vs.  Andreas Seppi, 7–6(7–1), 6–4

### Mužská čtyřhra
- Raven Klaasen /  Rajeev Ram vs.  Rohan Bopanna /  Florin Mergea, 7–6(7–5), 6–2